# Дарій Мідянин
Дарій Мідянин — перський цар, який згадується тільки в Книзі пророка Даниїла (Дан 5. 31; 6. 1, 6, 9, 25, 28, 9. 1; 11. 1), про нього немає прямих паралелей у позабіблійских джерелах. З цієї причини дослідник Клаус Кох ставить під сумнів історичну достовірність біблійних свідчень. Згідно Дан 5. 28 — 6. 2, у віці 62 років Дарій захопив Вавилонське царство (після смерті Валтасара) і провів адм. реформи, розділивши країну на 120 сатрапій. Прор. Даниїл, будучи обвинувачено сатрапами і князями, був кинутий у левиний рів за наказом царя (Дан 6. 14-17). У 1-й рік царювання «Дарія, Ахашверошового сина, з роду мідян, що зацарював над халдейським царством» (Дан 9. 1) Книга пророка Даниїла говорить про царювання Дарія між царюванням Валтасара і Кіра I Перського. Як грецькі так і вавилонські джерела ясно показують, що саме Кир I Перський, а не Дарій був завойовником Вавилона і став реальним наступником вавилонських царів. Немає історичних свідчень про мідійське вторгненнія в Вавилон або мидійске домінування в цьому ареалі. Спроби вирішення проблеми історичної ідентифікації Дарія сягають I ст. до Р. Х., коли в грец. перекладі Прото-Феодотіона ім'я Дарій в Книзі пророка Даниїла було замінено ім'ям Артаксеркса (що відповідає суч. ототожнення з Киром I). У I ст. по Р. Х. Йосип Флавій стверджував, що Дарій носив у греків інше ім'я. Існує малоймовірний варіант його ідентифікації з Набонідом, якому приписується створення незалежної династії в Харране, яка правила в період між останніми законними царями Вавилона і царями Еламу. Однак Харан знаходився на півночі і належав не Вавилону, а Ассирії; можливо, він був у підпорядкуванні мидийців деякий час після 612 р до Р. Х. Ідентифікація з Дарієм I також проблематична: всюди, де Дарій I згадується в Свящ. Писанні, підкреслюється його перське а не мідійське походження (Езд 4. 5, 24; 6. 14), що підтверджується і в Бехістунському написі (1. 1-11). В історичних книгах Старого Завіту простежується чітка послідовність перських царів: Кир, потім Дарій (Езд 4. 5, 6. 14); малоймовірно, щоб у Книзі пророка Даниїла послідовність подій була описана невірно або спотворена (пор .: Дан 6. 28). Також малоймовірна ідентифікація Дарія з Киаксаром, царем мідійським, заснована на розповіді Ксенофонта в «Кіропедії». Згідно з ним, Астіаг, передостанній мідійский цар, мав 2 дітей — Киаксара і Мандану. Киаксар наслідник батькового трону, а Мандала вийшла заміж за перського царя Камбіса і народила майбутнього перського царя Кіра. Після взяття Вавилона Кір поставив над Вавилоном як васального царя свого дядька Киаксара, отримавши натомість руку його дочки. Після смерті Киаксара Кир запанував над усім сходом. Ця гіпотеза не узгоджується з небіблейскими джерелами. Найбільш імовірна ідентифікація Дарія з перським правителем Губар (Гобрія), згадуються як у вавилонських джерелах, так і у грец. істориків. У 535 р Кир створив єдину провінцію з Месопотамії і Заріччя. Губарєв був правителем Гутіума (вавилонське назву Мідії), коли, будучи вже в похилому віці, від імені Кіра захопив Вавилон, був поставлений віце-регентом Месопотамії і призначав місцевих правителів в країні аж до своєї смерті, 6 місяцями пізніше. Його правління мало характер майже повної самостійності. Примітно, що Берос (бл. 350—280 рр. До Р. Х.) в своєму списку вавилонських царів стару династію Гутіума назвав «мідійскими тиранами», що відповідає титулатурі Книги пророка Даниїла. Староперсід. ім'я Дарія могло бути використано при сходженні на престол як особливе тронне ім'я (що відповідало звичаям того часу), яке не було зафіксовано в древніх джерелах через нетривалий час його правління.